# ساختمان دیوید استات
ساختمان دیوید استات (به انگلیسی: David Stott Building) یک آسمان‌خراش در ایالات متحده آمریکا است که در شهر دیترویت در ایالت میشیگان واقع شده‌است.